# Stjørdalselva
Die Stjørdalselva ist ein Fluss in der Fylke (Provinz) Trøndelag in Norwegen. Sein Einzugsgebiet umfasst 2111 km². Der Fluss gehört zu den besten Lachsflüssen Mittelnorwegens.

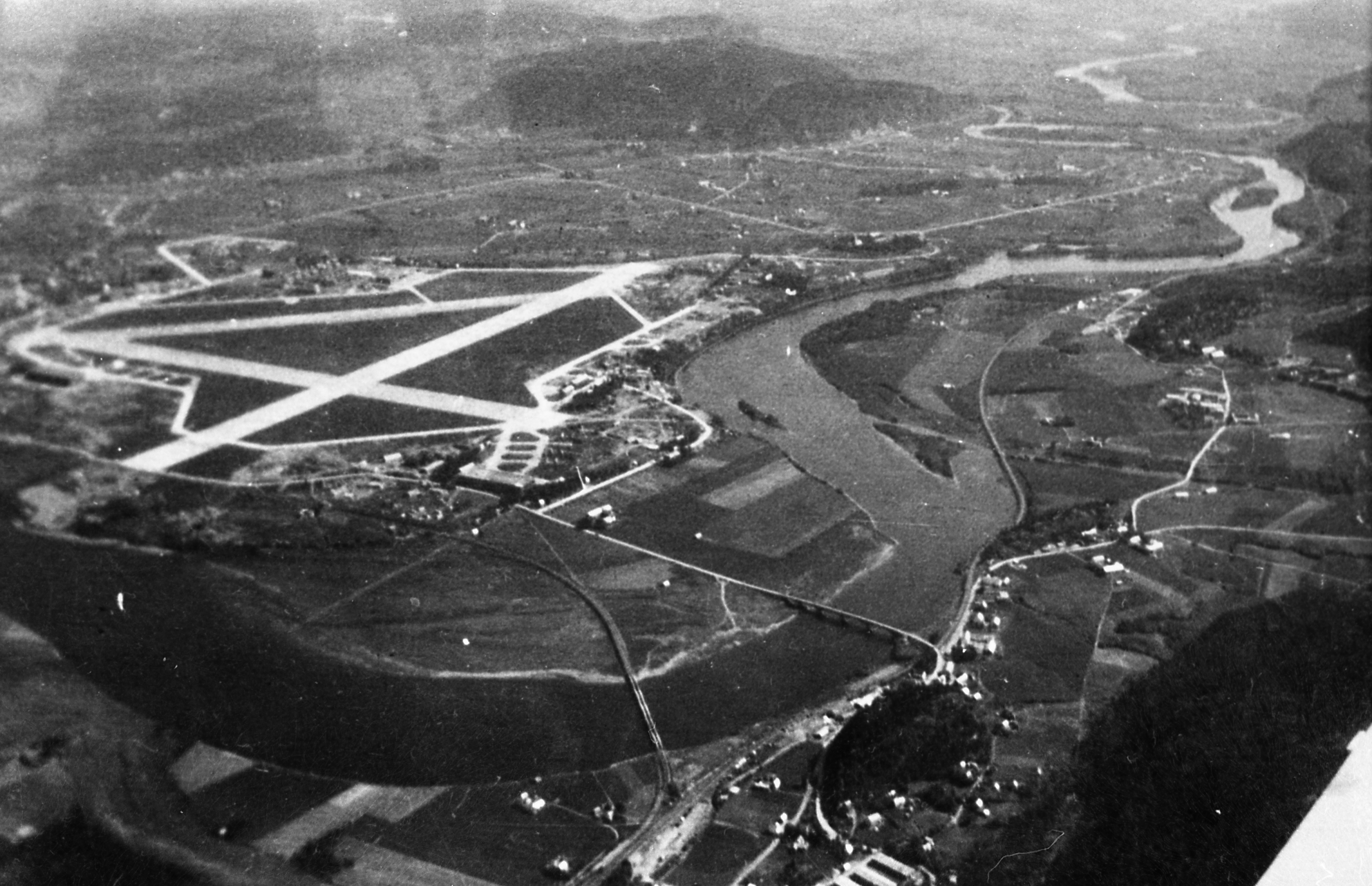
Der Flughafen um 1925; noch umfließt der Stjørdalselva die Ost-West-Landebahn

Der 50 km lange Fluss entsteht bei Meråker durch den Zusammenfluss seiner Quellflüsse Dalåa und Torsbjørka. Er durchfließt das Stjørdal in westlicher Richtung und nimmt dabei die Nebenflüsse Sona, Funna und Forra auf.
Der Fluss mündet bei Stjørdal, unmittelbar südlich des Flughafens von Trondheim, in den Trondheimsfjord bzw. in dessen östlichen Ausläufer Stjørdalsfjord. Die Flussmündung wurde 1961 verlegt, so dass die Landebahn des Flughafens in den Fjord verlängert werden konnte.
Die Europastraße 14 verläuft im Tal des Flusses.